# 亨特山 (南極洲)
67°7′S 144°18′E / 67.117°S 144.300°E
亨特山是南極洲的山峰，位於喬治五世地，末端延伸至德拉莫特角，海拔高度520米，由澳大利亞探險家率領的探險隊發現，現時由南極條約體系管理。